# Jan Cox
Pour les articles homonymes, voir Cox.
Jan Cox, né à La Haye le 27 août 1919 et mort à Anvers le 7 octobre 1980, est un peintre belge.

## Biographie
Dès son plus jeune âge, Jan Cox est intéressé par le milieu artistique car ses parents — son père est un Belge flamand et sa mère une Néerlandaise — tiennent dans sa ville natale la galerie Noordeinde. 
Après des études secondaires au Barlaeus Gymnasium (nl) d'Amsterdam, lui et sa famille quittent les Pays-Bas en 1936 pour s'installer à Anvers. Dans cette ville, il s'inscrit aux cours de l'Institut supérieur des beaux-arts où il est l'élève d'Isidore Opsomer. En 1937, il étudie l'art et l'archéologie à l'Université de Gand et obtient, en 1941, une licence d'histoire de l'art. Il expose pour la 1re fois à Anvers en 1942, à la salle Lamorinière, mais ses œuvres, considérées comme art dégénéré, sont confisquées par les nazis. 
Il s'installe à Bruxelles en 1945 et le 3 juillet de cette même année, il fonde avec, entre autres, le sculpteur Willy Anthoons, les peintres René Barbaix, Gaston Bertrand, Anne Bonnet, James Ensor, Jack Godderis, Émile Mahy, Marc Mendelson, Charles Pry, Mig Quinet, Rik Slabbinck, Louis Van Lint, le groupe artistique la Jeune Peinture belge.
En 1949, il se rend pour la 1re fois aux États-Unis et, l'année suivante, il commence une brève association avec le mouvement CoBrA ; ainsi, il collabore dans le no 6 de la revue éponyme où il publie une détrempe et encre de Chine, Ne fais pas le vilain, ça te va trop bien, ainsi que Petite histoire italienne, puis présente une dizaine de ses œuvres à l'exposition de ce mouvement au Palais des Beaux-Arts de Liège en 1951. 
Après une année de résidence à l'Académie Belgica à Rome, en 1954-1955 où, entre autres, il rédige des articles relatifs à l'art, à la vie romaine destinés à des magazines et quotidiens belges, il émigre aux États-Unis et signe un contrat avec le marchand d'art Curt Valentin. Il est nommé en 1956 chef du département peinture du musée des beaux-arts de Boston, poste occupé jusqu'en 1974, année où il retourne à Anvers et rejoint le cercle d'artistes de la galerie De Zwarte Panter.
Souffrant de maniaco-dépression et de dépendance à l'alcool, Jan Cox se suicide le 7 octobre 1980. 
En 1988, Bert Beyens et Pierre De Clercq ont réalisé Jan Cox, l'odyssée d'un peintre, un documentaire sur la vie et le travail de Jan Cox.

## Œuvres
Peintre figuratif, il flirte parfois avec l'abstraction et son œuvre, justement qualifiée de peintures-journal par Phil Mertens, est le récit de ses souvenirs et expériences vécues, avec l'omniprésence de l'être humain dans ses thèmes.
L'influence de ses découvertes artistiques y est également manifeste, comme la liberté et la spontanéité de CoBrA, la palette chromatique du Pop Art.
Jan Cox a également éprouvé une fascination, se démarquant ainsi de ses contemporains, pour les récits bibliques et les sujets de l'Antiquité (La Passion du Christ, Judith et Holopherne, Orphée, l'Iliade).

## Expositions
- 1942 : Salle Lamorinière, Anvers
- 1944 : Galerie Apollo, Bruxelles
- 1948 : Biennale de Venise
- 1951 : Exposition CoBrA, Palais des Beaux-Arts, Liège
- 1956 : Biennale de Venise
- 1957 : Biennale de la gravure, Tokyo
- 1957 : Musée des Beaux-Arts, Boston
- 1964 : Biennale de Venise
- 1975 : Musée royal des beaux-arts, Anvers
- 1976 : Musée royal d'art moderne, Bruxelles